# Another Life (televisieserie)
Another Life is een Amerikaanse web-televisieserie bedacht door Aaron Martin die op 25 juli 2019 in première ging op Netflix. In de serie vertolken Katee Sackhoff, Selma Blair, Tyler Hoechlin, Justin Chatwin, Samuel Anderson, Elizabeth Ludlow, Blu Hunt, A.J. Rivera, Alexander Eling, Alex Ozerov, Jake Abel, Jay R. Tinaco, Jessica Camacho, Greg Hovanessian, Barbara Williams en Lina Renna een rol. In oktober 2019 werd bekend dat er een tweede seizoen van de serie in de maak is. Dit gehele tweede seizoen kwam beschikbaar op 14 oktober 2021.

## Synopsis
Another Life volgt het verhaal van een astronaut en haar medebemanning, die op een missie zijn om de oorsprong te achterhalen van het buitenaards artefact dat plots op aarde verscheen. De bemanning waagt een poging om buitenaards intelligent leven te vinden, maar ondertussen moeten zij onverklaarbare verschrikkingen te lijf gaan, die misschien wel het eind van hun missie zouden kunnen beteken.

## Cast en personages

### Hoofdrol
- Katee Sackhoff als Niko Breckinridge, een astronaut die een team leidt op missie om de herkomst van het buitenaards artefact te achterhalen.
- Justin Chatwin als Erik Wallace, een wetenschapper in dienst van het Interstellar Command, toegewijd aan het vinden van buitenaards intelligent leven. Hij is tevens de echtgenoot van Niko.
- Samuel Anderson als William, een holografische interface van een kunstmatige intelligentie aan boord van het ruimteschip Salvare.
- Blu Hunt als August, hoofd-engineer en jongste teamlid aan boord van de Salvare.
- A.J. Rivera als Bernie Martinez,  microbioloog en part-time chef.
- Jake Abel als Sasha Harrison, de zoon van de Amerikaanse Minister van Defensie, die mee is op de Salvare voor diplomatieke zaken met buitenaards leven.
- Alex Ozerov als Oliver Sokolov, een van de ingenieurs aanboord van de Salvare.
- Alexander Eling als Javier Almanzar, een voormalige hacker die aan boord van de Salvare is als expert in computerengineering.
- JayR Tinaco als Zayn Petrossian, de dokter aan boord van de Salvare.
- Lina Renna als Jana Breckinridge-Wallace, de dochter van Niko en Erik.
- Selma Blair als Harper Glass, een media-influencer die probeert het geheim te ontrafelen achter een van de grootste mysteries van de mensheid.

### Terugkerend
- Elizabeth Ludlow als Cas Isakovic, Niko's second-in-command en piloot van de Salvare. Zij wordt ontwaakt in aflevering twee.
- Jessica Camacho als Michelle Vargas, de communicatie specialist aan boord van de Salvare.
- Barbara Williams as Generaal Blair Dubois, van het interstellaire commando van de Verenigde Staten. Zij heeft de leiding over de aanpak van de Verenigde Staten op het Artefact.
- Greg Hovanessian als Beauchamp McCarry, Niko's derde man en piloot van de Salvare. Hij  ontwaakt in aflevering 7.
- Parveen Dosanjh als Dr. Nani Singh, een wetenschapper en vriend en collega van Erik.
- Chanelle Peloso als Petra Smith, een teamlid aan boord van de Salvare.

#### Gastrol
- Tyler Hoechlin als Ian Yerxa, een astronaut en de voormalige commander van de Salvare, die zijn positie verliest aan Niko.
- Martin Donovan als Egan Harrison, een politicus en de vader van Sasha.
- Edward Ruttle als Julian Page, een astrobioloog die de Salvare moet ontdoen van een parasitaire infectie, hij ontwaakt in aflevering 3

## Afleveringen
| Nr. | Aflevering                    | Regisseur      | Geschreven door                   | première     |
| --- | ----------------------------- | -------------- | --------------------------------- | ------------ |
| 1   | Across the Universe           | Omar Madha     | Aaron Martin                      | 25 juli 2019 |
| 2   | Through the Valley of Shadows | Omar Madha     | Naledi Jackson                    | 25 juli 2019 |
| 3   | Nervous Breakdown             | Metin Hüseyin  | Alex Levine                       | 25 juli 2019 |
| 4   | Guilt Trip                    | Metin Hüseyin  | Amanda Fahey                      | 25 juli 2019 |
| 5   | A Mind of its Own             | Mairzee Almas  | Romeo Candido                     | 25 juli 2019 |
| 6   | I Think We're Alone Now       | Mairzee Almas  | Lauren Gosnell & Alejandro Alcoba | 25 juli 2019 |
| 7   | Living the Dream              | Allan Arkush   | Lucie Pagé                        | 25 juli 2019 |
| 8   | How the Light Gets Lost       | Sheree Folkson | Sean Reycraft                     | 25 juli 2019 |
| 9   | Heart and Soul                | Sheree Folkson | Jackie May                        | 25 juli 2019 |
| 10  | Hello                         | Allan Arkush   | Aaron Martin                      | 25 juli 2019 |